# Verónica Figueroa Huencho
Verónica Figueroa Huencho (Santiago, 15 de agosto de 1974) es una administradora pública, profesora, académica y política chilena de origen mapuche. Entre marzo de 2022 y marzo de 2023 se desempeñó como subsecretaria de Educación Superior bajo el gobierno del presidente Gabriel Boric.

## Estudios
Realizó sus estudios superiores en la carrera de administración pública en la Universidad de Chile, egresando en 2001. Luego, cursó un doctorado en ciencias de la administración de ESADE, Universidad Ramon Llull (España), de la que egresó en 2007. De la misma manera, cursó postdoctorado en el «Center for Latin American Studies» de la Universidad de Stanford, en 2013 y fue visiting Scholar, del «David Rockefeller Center for Latin American Studies» de la Universidad de Harvard (ambas de Estados Unidos), en 2020.

## Trayectoria profesional
Se ha desempeñado como investigadora en las áreas de gestión pública en contextos de diversidad, políticas públicas indígenas y pueblos indígenas. Fue coordinadora de actividades del Barcelona Center for the Support of the Global Compact en Barcelona entre 2004 y 2006, consejera de la CONADI en 2010 y directora de la Escuela de Gobierno y Gestión Pública de la Universidad de Chile entre 2013 y 2015. Asimismo, dirigió la comisión que apoyó la creación de la carrera de Administración Pública de la Universidad de O'Higgins.
Fue la primera mujer y persona de origen mapuche en ejercer como vicepresidenta del Senado Universitario de dicha casa de estudios.
Entre otras actividades, es miembro del Centro de Estudios Interculturales e Indígenas de la Pontificia Universidad Católica (PUC).

## Trayectoria política
Políticamente independiente, en febrero de 2022 fue designada por el entonces presidente electo Gabriel Boric, como titular de la Subsecretaría de Educación Superior, siendo la primera mujer en el cargo. Asumirá esa función el 11 de marzo de dicho año, con el inicio formal de la administración.
Obras